# Antero Lumme
Antero Lumme (* 27. August 1934; † 11. Oktober 2016 in Kokkola) war ein finnischer Radrennfahrer.

## Sportliche Laufbahn
Antero Lumme war von Ende der 1950er bis Mitte der 1960er Jahre als Radsportler aktiv. In diesen Jahren wurde er viermal finnischer Meister im Straßenrennen sowie zweimal im Einzelzeitfahren und zweimal im Mannschaftszeitfahren. 1963 wurde er zudem skandinavischer Vize-Meister im Straßenrennen.
1961, 1964 und 1965 startete Lumme bei der Internationalen Friedensfahrt, wobei Platz 59 im Jahr 1964 seine beste Platzierung in der Rundfahrt war.

## Berufliches
Nach Beendigung seiner aktiven Radsportlaufbahn blieb Lumme dem Radsport als Trainer und Funktionär verbunden, so als Vorsitzender des Radsportvereins Kokkola GIF. Auch arbeitete er als Betreuer und Masseur der finnischen Nationalmannschaft. Er starb 2016 nach langer Krankheit im Alter von 82 Jahren.

## Erfolge
1962
- Finnischer Meister – Straßenrennen, Einzelzeitfahren

1963
- Finnischer Meister – Straßenrennen

1964
- Finnischer Meister – Straßenrennen, Einzelzeitfahren, Mannschaftszeitfahren

1965
- Finnischer Meister – Straßenrennen, Mannschaftszeitfahren